# Massimo Mangano
Massimo Mangano (Palermo, 14 settembre 1950 – Napoli, 5 maggio 2000) è stato un allenatore di pallacanestro e giornalista italiano.
Ha allenato nella Serie A italiana per un ventennio, sedendo sulle panchine di Serie A1 di Mestre, Fabriano, Treviso e Forlì.
È considerato il simbolo dello sviluppo del basket professionistico a Scafati e al momento della sua morte era tra i primi dieci allenatori per numero di partite da allenatore in Serie A, 619.

## Carriera
Arrivò a Milano nel 1971 e ottenne in breve tempo un incarico come giornalista per i Giganti del basket. Iniziò ad allenare in Serie B e a collaborare con La Gazzetta dello Sport, arrivando anche ad autointervistarsi usando uno pseudonimo. Ottiene il suo primo incarico da capoallenatore dalla Pintinox Brescia, nella Serie A2 1975-76. All'esordio, tuttavia, retrocede in Serie B.
Nella stagione 1977-78 guida la Superga Alessandria (del patròn Celada) alla promozione in A2, poi la squadra si fonderà con la Vidal e si trasferirà a Mestre.
Quindi ritorna in A2 nel 1978-79, con la Superga Mestre. Rimane quattro anni in Veneto, conquistando due promozioni nella massima serie, una retrocessione e una salvezza. Partecipa anche alla Coppa Korać, in cui esce ai quarti di finale.
Negli anni ottanta è direttore editoriale del mensile Giganti del basket.
Dopo una parentesi alla Pallalcesto Amatori Udine (coadiuvato dal giovane Ettore Messina) e la salvezza in A1 con l'Honky Fabriano, conduce la Pallacanestro Treviso alla promozione nella massima serie. A stagione in corso, nel 1985-86 viene esonerato.
Si fermano a metà stagione anche la sua esperienza a Porto San Giorgio e il suo ritorno a Mestre. Dal 1989-90 al 1993-94 allena il Fabriano Basket, con cui conquista un'altra promozione in A1. Rimane poi un altro biennio in A2, con l'Jcoplastic Battipaglia.
La sua ultima esperienza in Serie A1 è della stagione 1996-97, quando gestisce fino a novembre la Montana Forlì. Dal dicembre 1997 all'ottobre 1998 è sulla panchina della Sicc Jesi, mentre tra gennaio e marzo 1998 gestisce la Dinamo Sassari.
Il 29 novembre 1999 subentra a Tony Trullo sulla panchina dell'Ovito Scafati. Riesce a far qualificare la società campana per i play-off, ma il giorno prima della gara-2 delle semifinali lo coglie un ictus. Ricoverato all'ospedale Fatebenefratelli di Napoli, è rimasto in coma fino alla morte, avvenuta il 5 maggio 2000. Il funerale, a cui erano presenti Valerio Bianchini, Cesare Pancotto, Gianni Corsolini e Vittorio Smiroldo, si è tenuto alla chiesa di Santa Maria delle Vergini di Scafati il 7 maggio.
A lui è dedicato il PalaMangano, palazzetto dello sport di Scafati e in suo onore è stato disputato un memorial il 20-21 settembre 2000 a Bagheria, vinto dalla De Vizia Avellino su ADR Roma, Cestistica Barcellona e Virtus Ragusa. Il 3 novembre 2013 gli è stato dedicato il Palazzetto dello Sport ex Palauditore di Palermo.

## Palmarès
- Promozioni in Serie A1: 4
Basket Mestre: 1978-79, 1980-81
Pall. Treviso: 1984-85
Fabriano Basket: 1991-92.
- Promozioni in Serie A2: 2
Pallacanestro Alessandria: 1977-78
Scafati Basket: 1999-00